# Rissoella dalii
Rissoella dalii is een slakkensoort uit de familie van de Rissoellidae. De wetenschappelijke naam van de soort is voor het eerst geldig gepubliceerd in 2004 door Ortea, Espinosa & Magana.